# Coenonympha philedarwiniana
Coenonympha philedarwiniana är en fjärilsart som beskrevs av Ruggero Verity 1927. Coenonympha philedarwiniana ingår i släktet Coenonympha och familjen praktfjärilar. Inga underarter finns listade i Catalogue of Life.